# NGC 2947
NGC 2947 est une galaxie spirale intermédiaire située dans la constellation de l'Hydre. NGC 2947 a été découverte par l'astronome américain Francis Leavenworth en 1886. Cette galaxie a aussi été observée par l'astronome français Stéphane Javelle le 20 avril 1892 et par l'astronome américain Lewis Swift le 20 février 1898. Ces deux observations ont été respectivement ajoutées à l'Index Catalogue sous la cote IC 547 et IC 2494.

## Caractéristiques
Sa vitesse par rapport au fond diffus cosmologique est de 3 143 ± 24 km/s, ce qui correspond à une distance de Hubble de 46,4 ± 3,3 Mpc (∼151 millions d'al).
La classe de luminosité de NGC 2947 est II-III et elle présente une large raie HI.